# Calanthemis myops
Calanthemis myops là một loài bọ cánh cứng trong họ Cerambycidae.